# Grandmaster Flash
Grandmaster Flash, pseudonimo di Joseph Robert Saddler (Bridgetown, 1º gennaio 1958), è un disc jockey barbadiano naturalizzato statunitense, considerato uno dei padri fondatori della musica hip hop e ideatore di alcune tecniche di scratch e mix come cutting, backspinning e punch-praising.

## Biografia
Si trasferì da Barbados agli Stati Uniti dove frequentò la Samuel Gompers Vocational High School. Affascinato dalla collezione di dischi di suo padre, dopo le scuole superiori inizia ad essere coinvolto nella scena DJ di New York, frequentando le feste dove si esibisce DJ Kool Herc. Inizia pochi anni dopo una collaborazione con Mean Gene, fratello maggiore di DJ Grand Wizard Theodore.
Ebbe come maestro Pete DJ Jones e grazie a lui ideò la Clock Theory, ovvero segnare il vinile in un punto esatto per trovare facilmente la porzione di suono su cui fare scratch.
Grand Wizard Theodore lavora come tecnico di sala, con Cowboy, i fratelli Melle Mel e Kid Creole crea i Grandmaster Flash And The 3 MCs With The Beat Box nel 1976, gruppo a cui si aggiunge Scorpio (aka Mr. Ness) il nome verrà cambiato in Rennaissance, poi Savoy Manner,Grandmaster Flash and the Furious Four e Younger Generation.
Nel 1977 il gruppo si divide e Flash continua la sua carriera trovando avversari come DJ Tex e Afrika Bambaataa, e lavorando con Kurtis Blow.

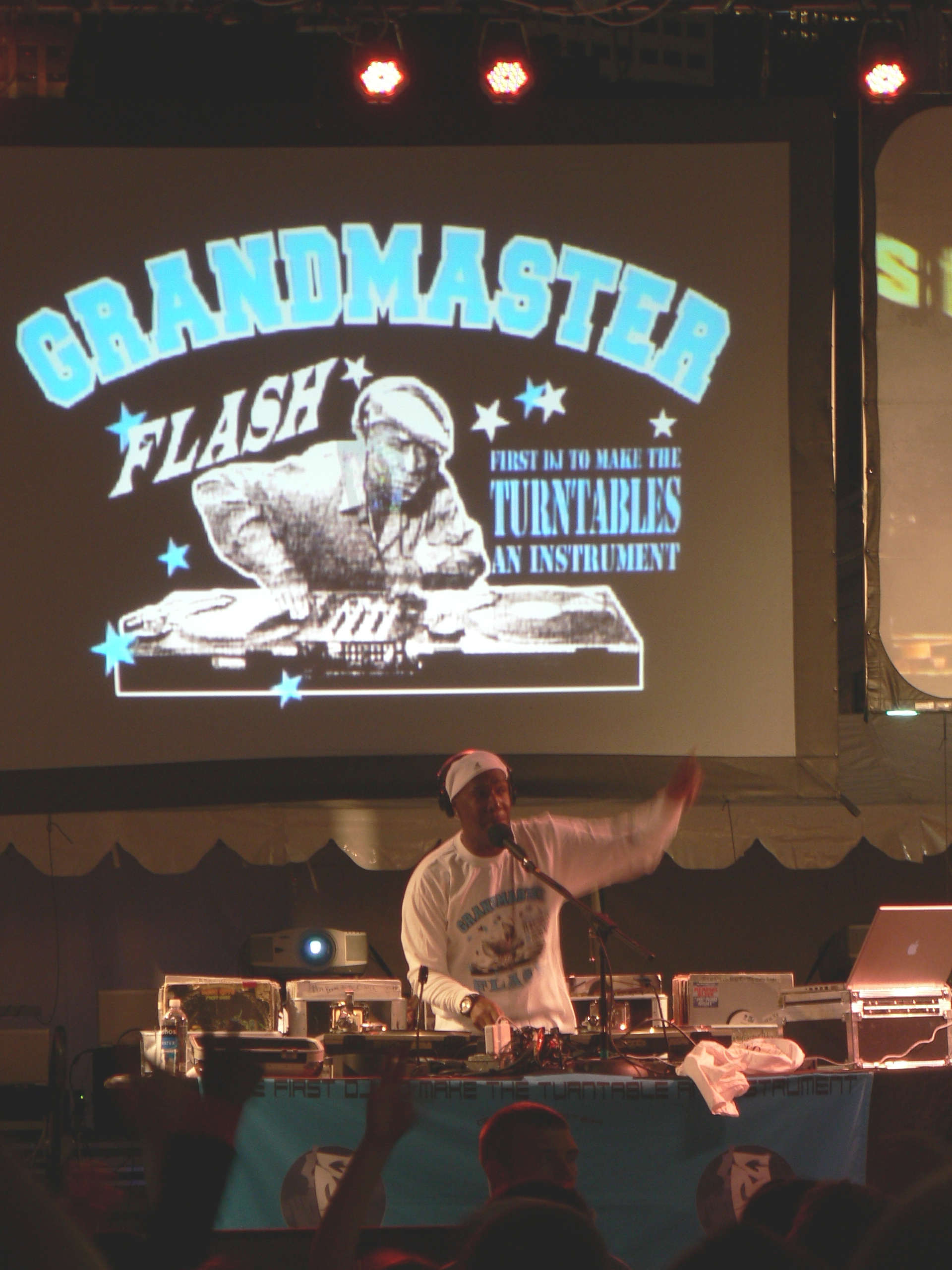
Grandmaster Flash all'Ingenuity Festival nel 2007

Alla fine del 1978 Flash ed i Furious Four tornano assieme e unitamente a Raheim formano i Grandmaster Flash and The Furious Five. Nel 1979 pubblicano il loro primo singolo su etichetta Brass Records dal titolo We Rap More Mellow sotto lo pseudonimo di Younger Generation. L'anno successivo viene registrato con la Enjoy Records Superappin', singolo uscito in 12". In seguito passarono alla Sugar Hill Records, dove nel 1980 incisero il singolo Freedom.
Nel 1981 è la volta di Adventures of Grandmaster Flash on the Wheels of Steel in cui per la prima volta vengono registrate le performance di un DJ.
Nel 1982 il gruppo pubblica l'album The Message, che contiene l'omonima canzone di grande successo. Giunto al 1983, visti i problemi con l'etichetta, il gruppo si divide in due e ne approfitta per firmare un contratto con Elektra Records. Lavorando con Mr. Broadway, Lavon, Shame e Larry Love nel 1985 produce Larry's Dance Theme.
Nel 1988 ritorna al gruppo precedente ma solo per pubblicare l'album On Tha Strenght.
Condurrà poi uno show su Sirius Satellite Radio chiamato The Flash Mash Show e creerà una sua linea di abbigliamento, la G.Phyre.
Nel 2007 è stato inserito nella Rock and Roll Hall of Fame, diventando il primo artista hip hop a guadagnare questa onorificenza.

## Discografia
- 1982: The Message
- 1983: Greatest Messages
- 1985: They Said It Couldn't Be Done
- 1985: Stepping Off
- 1985: Work Party
- 1986: The Source
- 1987: Ba-dop-boom-bang
- 1988: On The Strength (reunion album)
- 1997: Salsoul Jam 2000
- 1998: Flash is Back
- 2002: The Official Adventures of Grandmaster Flash
- 2002: Essential Mix: Classic Edition
- 2005: Mixing Bullets and Firing Joints
- 2007: Greatest Hits
- 2009: The Bridge